# Eleições parlamentares europeias de 2014 (Dinamarca)
As eleições parlamentares europeias de 2014 na Dinamarca foram realizadas a 25 de Maio e, serviram para eleger os 13 deputados do país para o Parlamento Europeu.
Os resultados deram a vitória ao partido de direita populista, o Partido Popular Dinamarquês, que conquistou 26,6% dos votos e 4 deputados, confirmando uma onda de bons resultados de partidos de direita populista e de extrema-direita nestas eleições europeias.

## Resultados Nacionais
| Partido                 | Partido                       | Votos     | %               | +/-   | Deputados | +/-     |
| ----------------------- | ----------------------------- | --------- | --------------- | ----- | --------- | ------- |
|                         | Partido Popular Dinamarquês   | 605 889   | 26,61 / 100,00  | 11,33 | 4 / 13    | 2       |
|                         | Partido Social-Democrata      | 435 245   | 19,12 / 100,00  | 2,37  | 3 / 13    | 1       |
|                         | Venstre                       | 379 840   | 16,68 / 100,00  | 3,56  | 2 / 13    | 1       |
|                         | Partido Popular Socialista    | 249 305   | 10,95 / 100,00  | 4,92  | 1 / 13    | 1       |
|                         | Partido Popular Conservador   | 208 262   | 9,15 / 100,00   | 3,54  | 1 / 13    | Estável |
|                         | Movimento Popular contra a UE | 183 724   | 8,07 / 100,00   | 0,87  | 1 / 13    | Estável |
|                         | Partido Social-Liberal        | 148 949   | 6,54 / 100,00   | 2,27  | 1 / 13    | 1       |
|                         | Aliança Liberal               | 65 480    | 2,88 / 100,00   | 2,29  | 0 / 13    | Estável |
| Votos Inválidos         | Votos Inválidos               | 54 501    | 2,40 / 100,00   | 0,74  |           |         |
| Total                   | Total                         | 2 328 319 | 100,00 / 100,00 |       | 13 / 13   |         |
| Eleitorado/Participação | Eleitorado/Participação       | 4 141 329 | 56,32 / 100,00  | 1,38  |           |         |